# Papa João XV
João XV, nascido Giovanni di Gallina Alba (Roma, c. 950 — Roma, c. 1 de abril de 996), foi o 137.º Papa da Igreja Católica de 20 agosto de 985 até a data de sua morte.
Nos últimos dias, obscuros e tristes, do antipapa Bonifácio, fora indicado para pontífice um monge João, filho de Roberto. Não foi reconhecido, nem consagrado. Após quatro meses acordaram os partidos e Clero na escolha do sacerdote João Leão. Daí a dúvida dos autores (João XV e XVI), cuja maioria, porém, chama a este de João XV, não contando o primeiro.
Foi consagrado em setembro de 985. Era erudito e piedoso. Procurou defender os direitos da Igreja. Seu epitáfio em São Pedro chama-lhe: "invencível ao temor e ao lucro, egrégio doutor". O imperador Oto III era muito jovem e estava longe. Então Crescêncio Nomentano, senador em Roma, tornou-se ditador. João XV solicitou auxílio à imperatriz regente Teofania, que veio a Roma (989) e governou em Ravena com o estranho título de "IMPERADOR". Ela celebrou o Natal em Roma; uma grande benfeitora dos pobres e dirigida espiritual de são Adalberto. Morreu na Alemanha em 991.
A regência passou a santa Adelaide, avó de Oto III. Rebelou-se Crescêncio, que obrigou o papa a fugir de Roma (995); mas quando soube que Oto marchava contra a cidade com gigantesco exército, o povo (sempre volúvel) chamou o pontífice de volta e preparou grandiosas festas ao soberano! João morreu em abril de 996. Fora fraco no governo civil da cidade, mas forte, vigoroso no trato da Igreja. Conseguiu promover a paz entre Etelredo, rei da Inglaterra, e Ricardo, duque da Normandia (991). Num sínodo, realizado em Roma, canonizou a São Ulrico, bispo de Augusta, primeiro exemplo de canonização feita por um papa. Por meio de missões aproximou os povos da Polônia ao Cristianismo. Defendeu com energia os bispos franceses contra o rei Hugo Capeto.